# Siemens Scenic 4NC

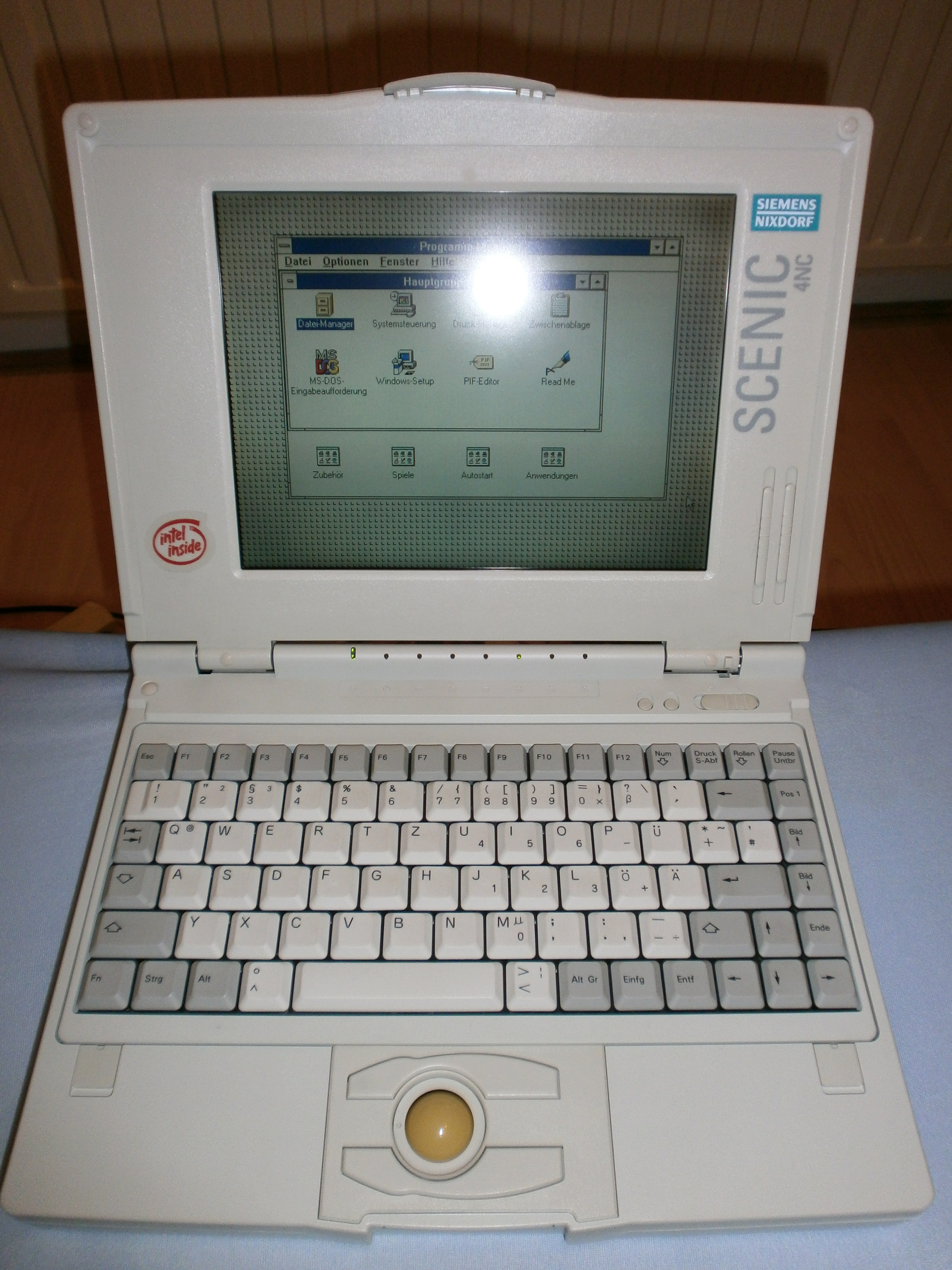
Siemens Scenic 4NC Laptop, 1994

Der Siemens Scenic 4NC ist ein IBM-kompatibler Personal Computer, den Siemens Nixdorf von 1993 bis 1994 baute. Verbaut wurde der Intel 80486-SX-Prozessor mit 33 MHz. Der mit 4 MB bemessene Arbeitsspeicher kann auf 12 MB erweitert werden. Festplattenkapazität 250 MB, 1,44 MB Floppy Disk sowie ein 9,5" DSTN-Display gehörten zur Grundausstattung. Mit 2,7 kg Gesamtgewicht war der 4NC durchaus alltagstauglich. Akkulaufzeiten von 4 bis 5 Stunden waren möglich.
Tatsächlich handelt es sich um eine Lizenzvariante des von Acer produzierten AcerNote 735 (Monochromdisplay) bzw. 735C (Farbdisplay). Von Siemens wurde das gleiche Gerät auch unter der Bezeichnung PCD-4NE als Teil der PCD-Familie vertrieben.

## Modellvarianten
- Siemens Scenic 4N – Baugleich bis auf das Display. Hier wurde ein 9,5" STN-monochrom-Display verbaut.